# Lech Żukowski
Lech Józef Żukowski – doktor habilitowany nauk społecznych, prawnik, psycholog, psychoterapeuta, profesor nadzwyczajny WSPiA Rzeszowska Szkoła Wyższa.
W pracy naukowej i zawodowej zajmuje się teorią prawa, relacjami prawa i psychologii i regulacjami prawnymi ochrony zdrowia psychicznego. Pracuje także jako psycholog i psychoterapeuta w nurcie integracyjnym. Autor licznych publikacji naukowych. Działalność naukową i dydaktyczną prowadził m.in. w: Universita degli Studi „Suor Osola Benencasa” w Neapolu Włochy, Uniwersytecie Ozyegin University (Stambuł, Turcja), Ivey Business School-Western University (London, Kanada).
Jest także muzykiem, członkiem zespołu Rockaway.

## Publikacje
Wybrane monografie:
- „Społeczna skuteczność prawa administracyjnego”, Rzeszów, Przemyśl 2015;
- „Zawód psychologa w ochronie zdrowia. Reglamentacja prawnoadministracyjna”, Wyd. C.H. Beck, Warszawa 2017;
- „Ochrona zdrowia psychicznego w prawie administracyjnym”, Wyd. C.H. Beck, Warszawa 2021[5].

Wybrane artykuły naukowe:
- Społeczna skuteczność prawa administracyjnego (zarys koncepcji), Państwo i Prawo 2017, tom 855, z. 5, s. 95–108;
- Psycholog jako zawód zaufania publicznego – wybrane problemy, Przegląd Prawa Publicznego 2017, z. 3/2017, s. 39–49;
- Psycholog a zawody medyczne, Prawo i Medycyna 2017, z. 66 vol. 19, 6–18;
- Prawo jako fakt społeczny, Studia Prawnicze PAN 2017, t. 209 z. 1, s. 7–23;
- Zmiany w prawie do zgromadzeń a milcząca zgoda na ich organizację – problemy wybrane, s. 91, Państwo i Prawo 2021, tom 899, z. 1, s. 91–103[5].